# Abdelmajid Benjelloun
Pour l’article homonyme, voir Benjelloun.
Abdelmajid Benjelloun,, (Fès, 17 novembre 1944) est un écrivain, poète, historien marocain, d'expression française, spécialiste de l’histoire du nord du Maroc. Il est également artiste-peintre et Professeur Émérite de l'Université Mohammed V à Rabat.

## Biographie
Abdelmajid Benjelloun est membre-fondateur de la Maison de la poésie du Maroc.
Docteur d'État en droit public de l'Université de Casablanca, Maroc, depuis 1983. Il a été enseignant à la Faculté de Droit de Rabat de 1976 jusqu'en août 2005, ayant pris alors une retraite anticipée.
Il a été élu, le 9 juillet 2009, Président du Centre marocain du PEN International, en remplacement d'Abdelkébir Khatibi. Il a été réélu, le 24 mai 2011, au même poste audit Centre. Le 17 décembre 2013, il démissionne de son poste de Président du Centre marocain du PEN International. Il obtient le Prix de la création lors du festival méditerranéen du livre, dans sa 9e session, à Fès, le 17 décembre 2017.

### Histoire contemporaine du Maroc
- Approches du colonialisme espagnol et du mouvement nationaliste marocain dans l'ex-Maroc khalifien, Rabat, éd. Okad, 1988
- Pages d'histoire du Maroc:le patriotisme marocain face au Protectorat espagnol, Rabat, 308 pages.(avec une couverture originale de l'auteur).
- Fragments d'histoire du Rif oriental, et notamment de la tribu des Beni Said, dans la deuxième moitié du XIXe siècle, d'après les documents Mr Hassan Ouchen, Rabat, Imprimerie Maarif el Jadida, 1995
- Le Nord du Maroc : L'indépendance avant l'indépendance/Jean Rous et le Maroc, 1936-195, Casablanca, Paris, éd. L'Harmattan, 1996
- Études d’histoire contemporaine du Maroc, Tunis, Fondation Temimi pour la recherche scientifique et l’information Zaghouan, avril 2000
- Colonialisme et nationalisme(Arguments), Rabat, éd. Okad, 2001(avec une préface d'Abdelkébir Khatibi)
- Le mouvement nationaliste marocain dans l’ex-Maroc khalifien(1930-56), Rabat, Imprimerie Maarif el Jadida, 2011,408 pages.(avec une couverture originale de l'auteur).

### Histoire des institutions
- Pour une approche de l'histoire des institutions et des faits sociaux, Casablanca, éd. Toubkal, 1997

### Littérature
- Mama, Préfacé par William Cliff, Paris, éd. du Rocher, coll. Anatolia, 2002, 199 pages[3].
- La mort d'un proche ne se termine jamais, Casablanca, éd. Toubkal, 1998, 118 pages.
- Hassane l’andalou, ou l’étoile de la manquante était bien allumée, roman, Rabat, éd. Racines, 2007, 249 pages.
- Cœursuprême, roman, Association culturelle Passerelle, Montréal, Canada, 2009, 218 pages.

### Poésie et aphorismes
- Êtres et choses, le même silence, Paris, éd. Saint-Germain-des prés, 1976
- Qui tire sur les bretelles de ma respiration? Rabat, éd. A die, 1989
- Une mouette réveillée d'une tempête, Rabat, éd. El Maârif Al Jadida, 1990
- Murmure vivrier, préfacé par Salah Stétié, Rabat, éd. Okad, 1991
- Les sept cieux apparents du mot, Rabat, éd. EMAJ, 1993.
- Dogme et friandise ou pulsion de sourire, dépliant avec 211 aphorismes poétique, 1996
- La flûte des origines ou la danse taciturne, Rabat, éd. El Maârif al Jadida, 1996
- L'éternité ne penche que du côté de l'amour, éd. William Blake and co, 2002
- Le discobole amoureux et l'écho ou les années inutiles de l'horizon, Rabat, 1998
- Une femme à aimer comme on aimerait revivre après la mort, Rabat, 1998
- L'amour rajeunit l'univers et même la création, Mohammadia, 1999
- Paroles déçues d'esplanade, Rabat, 1999
- Cette hébétude totémique avec elle, Rabat, 1999
- Aphorismes, entre le lent et le long de l’an 1994, Rabat, 2001
- A un détail près de l’éternité, recueil d’aphorismes, Tétouan, Publications de l’Association Tétouan Asmir, 2002
- L’éternité ne penche que du côté de l’amour suivi de Dogme et friandise ou la pulsion du sourire et de Une femme à aimer comme on aimerait revivre après la mort, Bordeaux, éd. William Blake and Co, 2004.
- Nouvelles en lignes, fragments de miroir au noir, Rabat, éd. Racines, 2006
- L’Éternité, belle comme le visage de mes enfants, éd. Le Riffle, coll. écritures, 2007
- L’âme fréquente aussi les beaux quartiers de l’esprit… recueil d’aphorismes, Casablanca, Éditions Aïni Bennaï, 2008, 149 pages. (avec une préface d’Abdelkébir Khatibi).
- Cette petite étoile frémissante du matin - chez Patrick Cintas, 2008, 218 pages.
- l'accompagne au chant, Rabat, Éditions Marsam, 2008, 79 pages.
- Solstice de la soif, aphorismes poétiques et poèmes, Canada, Association Culturelle Passerelle, 2008, 204 pages.
- Aphorismes amoureux, New York, RC Rivaticollection, 2009,

102 pages.(avec une couverture originale de l'auteur).
- Rûmi ou une saveur à sauver du savoir, Bordeaux, William Blake and Co, 2009, 97 pages.

(Avec une couverture et six illustrations originales de l'auteur).
- Les mots, recueil d’aphorismes, Beyrouth, Maison Naaman pour la culture, 2010, 126 pages. (avec une couverture et douze illustrations originales de l’auteur).
- "El (Dios) que ha hecho la mujer, puede tambien hacer el paraiso", recueil d'aphorismes traduits du français vers l'espagnol, Rabat, Imprimerie Maârif Al Jadida, 2011, 32 pages, (Avec une couverture et cinq dessins originaux de l'auteur).
- "La pierre", Le Cadran Ligné, octobre 2011, édité par le poète Laurent Albarracin.
- Flâneries strictes d’encre ou: éduque-t-on les signes ? recueil de 97 dessins à l’encre de Chine(des signes- êtres)avec un avant-propos de l’auteur. Rabat, Imprimerie Maarif Al Jadida, 2012, 64 pages.

--Raccourcis, recueil d’aphorismes et d’aphorismes poétiques, Paris, Éditions Alfabarre, 2012, 81 pages(avec une couverture et trois illustrations de l’auteur).
- Le palais Mnebhi, certains faits notables survenus là, à notre famille, et notamment, les festivités nationales de retour du leader Allal el Fassi, en juin 1946, à l’époque du Protectorat Rabat, Imprimerie Maarif Al Jadida, 2013, 48 pages.
- Hommage à Abdelmajid Benjelloun, organisé par l’Association Rihab Attaqafa, à la Bibliothèque Nationale du Royaume du Maroc, le dimanche 28 novembre 2010, Rabat, Imprimerie Maarif Al Jadida, 2013, 64 pages.
- Tout est orgasme, recueil d’aphorismes et d’aphorismes poétiques, Jebca Ministries, INC, USA, 2016, 93 pages.
- Seuls comptent pour moi les êtres qui font preuve d’intempérance avec le ciel, recueil d’aphorismes et d’aphorismes poétiques, Rabat, Maison de la poésie au Maroc, avec le soutien du Ministère marocain de la culture, 2018, 229 pages. (Avec une couverture originale de l'auteur).

-Un ruisseau de paradis, aphorismes, Talence, France, Editions Le pauvre songe, 2019, 40 pages.
-AFORISMOS. México, D.F.: Gato Negro Ediciones, 2014. Première Edition. Traduits du français à l’espagnol par Mónica Monsour, 44 pages.

### Ouvrages collectifs/collaborations
Fait partie du groupe d’écrivains marocains (avec Mohammed Khaïr-Eddine, Abdelkebir Khatibi, Mohamed Choukri, Ahmed Bouanani, Mustapha Nissabouri, Mohamed Bennis, Mehdi Akhrif, Hassan Bourkia) auxquels La Nouvelle Revue française, dans son N°558, juin 2001, consacre un dossier, avec une présentation de Jean-Paul Michel, pp. 163–169 (sous le titre Je suis poète).
- A contribué, notamment, à l’ouvrage collectif Lettres à Dieu, Calmann-Lévy, 2004, repris dans la collection de poche J’ai Lu, la même année. Cet ouvrage a été traduit en arabe, en coréen, en chinois, en roumain.
- Dialogue entre deux croyants, échanges épistolaires avec Jacques Levrat, Paris, Éditions l’Harmattan, 2009, 200 pages.(avec une couverture originale d'Abdelmajid Benjelloun).